# Либохорівська сільська рада
Либохорівська сільська рада — колишній орган місцевого самоврядування у Сколівському районі Львівської області. Адміністративний центр — село Либохора.

## Загальні відомості
Либохорівська сільська рада утворена в 1940 році. Територією ради протікає річка Цигла.

## Населені пункти
Сільській раді підпорядковані населені пункти:
- с. Либохора

## Склад ради
Рада складалася з 14 депутатів та голови.

### Керівний склад попередніх скликань
| ПІБ                   | Основні відомості                                                                                        | Дата обрання | Дата звільнення |
| --------------------- | --- | ------------ | --------------- |
| Кінаш Юрій Михайлович | Сільський голова, 1959 року народження, освіта середня спеціальна                                        | 26.03.2006   | 31.10.2010      |
| Кінаш Юрій Михайлович | Сільський голова, 1959 року народження, освіта середня спеціальна, член політичної партії «Наша Україна» | 31.10.2010   |                 |

Примітка: таблиця складена за даними джерела

## Населення
За переписом населення України 2001 року в сільській раді мешкали 893 особи.

### Мова
Розподіл населення за рідною мовою за даними перепису 2001 року:
| Мова       | Відсоток |
| ---------- | -------- |
| українська | 99,89 %  |
| російська  | 0,11 %   |